# 敦惠皇貴妃
敦惠皇貴妃（1856年9月6日—1933年5月18日），西林覺羅氏，滿洲鑲藍旗人。主事羅霖之女，筆貼式吉卿之孫女。清同治帝之皇貴妃。

## 生平

### 清朝时期
咸豐六年八月初八日巳時出生。同治十一年二月初三日封為瑨貴人，九月十三日卯刻與景仁宮瑜嫔和景仁宮珣嫔一起入宮，瑨貴人與慧妃同居永和宫。因為門第無法與其餘幾位後宮相比，所以位分最低。
同治十三年（1874年）十一月十五日，奉兩宮皇太后懿旨晉為瑨嬪。光緒二十年正月，慈禧皇太后因該年为她的六旬寿辰，以内庭妃嫔平日里侍奉自己十分谨慎，特颁谕内阁晉封她為瑨妃，居寿头所。光緒三十四年十月二十五日，被宣統帝尊為皇考瑨貴妃。宣統帝作為兼祧穆宗和德宗的後嗣繼承大統，穆宗遺孀開始和德宗遺孀進行權力鬥爭。瑨貴妃潛心佛事，依附於瑜皇貴妃之下。

### 民国年间
民國二年二月初五日（1913年3月12日）尊為榮惠皇貴妃。民國十一年，以大婚故，稱為榮惠皇貴太妃。民國十三年十月二十五日（1924年11月21日），因宣統帝被趕出了紫禁城，榮惠皇貴太妃便跟隨他出宮。民國二十二年四月二十四日（1933年5月18日）下午七時，在原榮壽固倫公主府去世，享年七十八歲，諡曰敦惠皇貴妃。靈櫬丘於麒麟碑胡同5號府中。民國二十四年二月十一日（1935年3月15日）與獻哲皇貴妃棺槨一併奉安雙山峪惠陵妃園寢。敦惠皇貴妃是中國封建時代正式冊立的妃嬪中最後一名逝世的。

## 影視作品
| 飾演的演員 | 影視作品     | 角色     |
| 胡杏儿     | 《末代厨娘》 | 荣惠太妃 |

## 延伸阅读
[在维基数据编辑]
 《清史稿/卷214》，出自趙爾巽《清史稿》